# Mission Freedom
Mission Freedom ist ein am 1. Januar 2011 gegründeter als gemeinnützig anerkannter eingetragener Verein mit Sitz in Hamburg. Der Verein setzt sich gegen Menschenhandel und Zwangsprostitution sowie Rituelle Gewalt ein. Gründerin des Vereins und Vorstandsvorsitzende ist die evangelikale engagierte Aktivistin, Buchautorin und Predigerin Gaby Wentland. Gaby Wentlands Heimatgemeinde ist die Pfingstgemeinde Freie Gemeinde Hamburg Neugraben e. V., an deren Adresse auch Mission Freedom seinen Sitz hat.
In zahlreichen im Internet veröffentlichten Vorträgen und Predigten schildert Gaby Wentland, wie sie den Auftrag zur Gründung der Arbeit mit Mission Freedom unmittelbar von Gott erhalten habe. Dieser habe ihr auch vorhergesagt, dass sie eines Tages in jedem Bundesland ein Schutzhaus für Opfer aus Prostitution und Menschenhandel haben wird. Sie träume davon, das Rotlicht zu regieren und bete dafür, dass eines Tages Kirchen stehen, wo heute noch Bordelle sind. Der Verein ist Mitglied in der Diakonie Hamburg sowie im sich vorwiegend aus christlichen Organisationen zusammensetzenden Bündnis „Gemeinsam gegen Menschenhandel e. V.“, das unter dem Vorsitz des ehemaligen Bundestagsabgeordneten Frank Heinrich steht.
In der Vergangenheit kam es zu massiver Kritik an der vermeintlich missionarischen Ausrichtung und Arbeitsweise des Vereins. Nach Recherchen u. a. von Panorama 3 beurteilte das Hamburger Landeskriminalamt den Verein als unseriös und lehnte jegliche Zusammenarbeit mit diesem ab. Auf Anfragen aus der Hamburger Bürgerschaft erklärte der Hamburger Senat, Arbeit und Konzept des Vereins entsprächen nicht den  fachlichen Qualitätsanforderungen und der Betreuung und dem Sicherheitsbedürfnis der Betroffenen. Als kritisch wurde vom Senat zudem die spezifisch religiöse Ausrichtung im Umgang mit Opfern sexuellen Missbrauchs gesehen („Heilung vom sexuellen Missbrauch“) beurteilt. Senat und weitere Träger in Hamburg, die sich ebenfalls kritisch äußerten, lehnten jegliche Zusammenarbeit mit Mission Freedom ab.
Seit Ende 2023 betreibt Mission Freedom im Allgäu (Bayern) über die Himmelsstürmer Deutschland gGmbH die vollstationäre Kinder- und Jugendhilfeeinrichtung Haus SeeNest.

## Aufbau und Finanzierung
Das Team von Mission Freedom arbeitet mit haupt- und ehrenamtlichen Mitarbeitern aus verschiedenen Berufsgruppen zusammen.
Mission Freedom wird durch Privat- und Sachspenden finanziert.

## Arbeitsweise
Die Arbeit von Mission Freedom hat die Schwerpunkte Aufklärung und Sensibilisierung der Gesellschaft, Betreuung der Betroffenen in einem Schutzhaus, Streetwork sowie Öffentlichkeitsarbeit auf politischer Ebene. Mission Freedom arbeitet auf Grundlage eines christlichen Glaubensverständnisses und dem Wunsch, dass Menschen in Freiheit und Würde leben sollen, in den Schutzhäusern wird Unterstützung „rund um den äußeren und inneren Ausstieg“ angeboten sowie die „innere Freiheit“ durch ein „Seelsorge-Angebot auf christlicher Grundlage“ gefördert.

### Aufklärung und Sensibilisierung
Zur präventiven Arbeit von Mission Freedom gehören Informations- und Diskussionsveranstaltungen für unterschiedliche Zielgruppen in Deutschland, in den Herkunftsländern der Frauen sowie weltweite Aufklärung über die Themen Menschenhandel und Prostitution durch Materialien und Filme, die in mehreren Sprachen angeboten werden. Die Öffentlichkeitsarbeit soll auf die rechtliche Lage der Opfer aufmerksam machen und die Politik sensibilisieren, um langfristig eine Änderung von Gesetzen zu erreichen. Mission Freedom beteiligt sich außerdem am Walk for Freedom, einer weltweiten Initiative gegen Sklaverei und Menschenhandel, die von The A21 Campain geleitet wird. Außerdem informiert der Verein auf Veranstaltungen wie dem Deutschen Evangelischen Kirchentag über Menschenhandel.
Die Organisation steht in Kontakt mit Organisationen in den Herkunftsländern der Betroffenen in Afrika und Osteuropa, die vergleichbare Arbeit leisten und kann dadurch Präventions- und Aufklärungsarbeit in den Ursprungsländern ermöglichen sowie nachhaltige Betreuung für Frauen gewährleisten, die in ihre Heimatländer zurückkehren.

### Begleitung der Betroffenen
In dem von Mission Freedom eröffneten Schutzhaus HOME werden betroffene Frauen, zum Teil mit ihren Kindern, aufgenommen und psychologisch begleitet. Während ihrer Zeit in der Schutzunterkunft werden Vorkehrungen getroffen, die ihnen langfristig ein eigenständiges Leben ermöglichen. Die Hilfe von Mission Freedom umfasst dabei die Versorgung mit Kleidung, Hygieneartikeln und Lebensmitteln, Unterstützung bei der Kinderbetreuung, Deutschunterricht für ausländische Frauen und die Vermittlung medizinischer und therapeutischer Begleitung.
Rechtliche Belange werden in Kooperation mit den örtlichen Sozialstellen und Behörden geklärt. Die Begleitung bei Behördengängen sowie Berufsberatung und Weiterbildungsmaßnahmen sind darüber hinaus weitere Angebote des Vereins, die eine Entwicklung neuer Lebensperspektiven für die Betroffenen ermöglichen.

### Langfristige Begleitung der Betroffenen
Das langfristige Ziel der Betreuung von Mission Freedom ist, die betroffenen Frauen zu einer selbstständigen Lebensgestaltung zu befähigen um eine gesellschaftliche Eingliederung in Deutschland oder in ihrem Heimatland zu ermöglichen. Mission Freedom unterstützt eine Rückkehr in das Heimatland, wenn eine Frau das wünscht, durch die Organisation und Finanzierung der Rückreise und gewährleistet eine Betreuung durch eine Partner-Hilfsorganisation vor Ort.

### Vollstationäre Kinder- und Jugendhilfeeinrichtung Haus SeeNest (Himmelsstürmer Deutschland gGmbH)
Seit Ende 2023 betreibt Mission Freedom als Alleingesellschafter der eigens hierfür gegründeten Himmelsstürmer Deutschland gGmbH eine vollstationäre Kinder- und Jugendhilfeeinrichtung im Allgäu in Bayern. Die Himmelsstürmer Deutschland gGmbH hat ebenso wie Mission Freedom ihren Sitz an der Adresse der Pfingstgemeinde Freie Gemeinde Hamburg Neugraben e. V. Bereits 2023 kündigte Gaby Wentland das Vorhaben auf ihrer Facebook-Seite mit den Worten an: "Im Allgäu hat Gott große Pläne vor 23!". Im Frühjahr 2024 wurden nach Gaby Wentlands Angaben die ersten Kinder in der Einrichtung aufgenommen; für sie sei das so, als wenn Gott ihr drei neue Babys geschenkt habe. Über die Erteilung der Betriebsgenehmigung für die Einrichtung wurde mit Blick auf Ausrichtung und Arbeitsweise von Mission Freedom in den Medien erneut kritisch berichtet.

## Auszeichnung und Kritik
Am 20. Februar 2014 wurde Mission Freedom vom Bundesverband Deutscher Zeitungsverleger (BDZV) mit dem Bürgerpreis der deutschen Zeitungen ausgezeichnet – auf Vorschlag der Zeitung Hamburger Abendblatt. Zuvor war Kritik an der Arbeit des Vereins verlautet worden. Die Kritiker halten die Gründerin Gaby Wentland für eine christlich-fundamentalistische Predigerin und Missionarin.
Der Verein warb mit einem Video, in dem eine junge Frau erzählt, sie sei als Kind und Jugendliche von ihrem angeblich im Rotlichtmilieu tätigen Vater vergewaltigt und in einem in seinem Besitz befindlichen Bordell von ihm zur Prostitution gezwungen worden. Die Geschichte wurde von Jörn Blicke, Leiter des Dezernats „Milieu“ beim Hamburger Landeskriminalamt, als unwahr enttarnt. Mission Freedom gab an, den Aussagen der Betroffenen vertraut zu haben, konnte sie nach Nachforschungen allerdings nicht bestätigen und nahm die kritisierte DVD schließlich aus dem Vertrieb.
Eine weitere Kritik wurde durch den Hamburger Senat geäußert mit der Aussage, dass die Arbeit und das Konzept des Vereins aufgrund seiner missionarischen Ausrichtung „nicht den fachlichen Qualitätsanforderungen im Umgang mit Menschenhandel“ entspräche und „spezifisch religiöse Ausrichtung im Umgang mit Opfern sexuellen Missbrauchs“ zeige.
Mission Freedom betrachtet die Vorwürfe als nicht haltbar. Der christliche Glaube begleite und motiviere zwar die Arbeit, allerdings werde die Religionsfreiheit des Einzelnen stets berücksichtigt. Entschieden wies Mission Freedom auch die Vorwürfe zurück, den Bewohnerinnen ihrer Schutzwohnung mit bevormundenden Regeln zu begegnen. „Es werden Frauen jeder Nationalität und Religion aufgenommen und sie können ihre eigene Religion ausüben. Ein Großteil der bisher im Mission Freedom Home untergebrachten Frauen sind Muslima.“ Jede Bewohnerin könne mit einem eigenen Schlüssel frei kommen und gehen.
Sowohl Heinrich wie auch der Vorsitzende der Hamburger Allianz und des Netzwerks „Gemeinsam für Hamburg“, Matthias C. Wolff, wiesen die Anschuldigungen an den Verein ebenfalls zurück. Die Arbeit mit sexuell ausgebeuteten Frauen sei durch christliche Nächstenliebe motiviert. Den Frauen stehe es selbstverständlich frei, ihre eigenen weltanschaulichen oder religiösen Überzeugungen zu pflegen, betonte Wolff. Von „Zwangsmissionierung“ könne keine Rede sein.
Die Bewohnerinnen verpflichten sich allerdings, die gemeinsame Hausordnung einzuhalten, wozu zum Schutz der Bewohner gehört, dass zum Beispiel die Adresse nicht weitergegeben wird und alte SIM-Karten nicht weiter verwendet, um der Ortung durch Menschenhändler zu entgehen.
Der Bundesverband Deutscher Zeitungsverleger hielt trotz der vorab geäußerten Vorwürfe an der Verleihung seines Bürgerpreises für die Vereinsvorsitzende fest. In der Eröffnungsrede betonte der Vorsitzende des BDZV die wichtige Rolle, die Mission Freedom in der Aufklärungsarbeit in Kooperation der Medien spiele. Helmut Heinen (Köln), Präsident des Bundesverbands Deutscher Zeitungsverleger, sagte bei der Verleihung des mit 20.000 Euro dotierten Preises, es vergehe kaum ein Tag, an dem in der deutschen Presse nicht über die Einschränkung des Menschenhandels, die Bestrafung von Freiern oder das Verbot von Prostitution geschrieben werde. Der CDU-Bundestagsabgeordnete Frank Heinrich, der als Theologe und Sozialpädagoge die Arbeit von Mission Freedom begleitet, erklärte, Wentland wolle sowohl einzelnen Menschen helfen wie auch die Öffentlichkeit „für diesen alltäglichen Skandal vor unseren Haustüren sensibilisieren“. Nach den Worten der 56-jährigen Pastorenfrau helfe die Auszeichnung dem Kampf gegen den Menschenhandel. Mit Aussicht auf Erfolg könne er nur gemeinsam mit Politik und Medien geführt werden. Das Preisgeld solle in eine Aufklärungskampagne zur Sensibilisierung der Öffentlichkeit für die Thematik fließen.